# Rhyddfedd Frych
Rhyddfedd Frych (435? -?), también llamado Rhyddfedd ap Categern fue, según las listas genealógicas galesas, un rey de Powys de finales del siglo V. Las fechas de nacimiento, muerte o acceso al trono son inciertas. El nombre de su padre, Categern (=Cadeyrn), podría indicar que fue hijo de Cadeyern Fendigaid, y por ello hermano de Cadell Ddyrnllwg, quién le precedió en el trono.
Probablemente gobernó el reino hasta que el hijo de Cadell, Cyngen Glodrydd, alcanzó la madurez y pudo gobernar por sí mismo.
| Predecesor: Cadell Ddyrnllwg | Rey de Powys fl. 480 | Sucesor: Cyngen Glodrydd |

- Datos: Q2511778